# Isotima dorsalis
Isotima dorsalis là một loài tò vò trong họ Ichneumonidae.